# Giovanni Battista Bernardino Ciravegna
Giovanni Battista Bernardino Ciravegna, chiamato anche Giambattista (Narzole, 11 novembre 1774 – Montpellier, 5 marzo 1831), è stato un generale italiano.

## Biografia
Giovanni Battista Bernardino Ciravegna nacque a Narzole l'11 novembre 1774, figlio di Giovanni Battista e di Domenica Panivello. Nel 1790 si arruolò volontario nel Reggimento Piemonte e tre anni dopo fu presente con il contingente sabaudo all'assedio di Tolone, nel corso del quale venne ferito ad una gamba, mentre nel 1794 partecipò alla guerra delle Alpi, essendo presente agli scontri armati contro i francesi in Valle d'Aosta. Nel 1795 partecipò alla campagna in Alta Val Tanaro, dove combatté di nuovo nel 1798 contro le forze della Repubblica Ligure. Durante la campagna napoleonica d'Italia del 1800 fu capitano comandante delle sabaude milizie volontarie di Narzole e l'anno successivo, essendo stato il Piemonte occupato, entrò al servizio dell'Impero ottomano, combattendo in Egitto. In seguito passò al servizio del Regno Unito, servendo in unità mercenarie come il De Watteville's Regiment e il Royal Sicilian Regiment e passando successivamente alla Italian Levy, come tenente colonnello del 3º Reggimento sino allo scioglimento dell'unità nel 1816. Con la Italian Levy partecipò alla cattura di La Spezia e all'assedio di Genova nel 1814. Dopo la Restaurazione, il 15 febbraio 1816 fu nominato tenente colonnello nel Corpo dei Cacciatori reali di Sardegna, poi nel Battaglione Cacciatori di Nizza, e il 1º ottobre 1817 fu promosso colonnello della Brigata Aosta. Il 13 marzo 1821 fu promosso maggior generale e nominato comandante della Divisione di Torino. Tuttavia il 3 novembre dello stesso anno fu inquisito con l'accusa di aver sostenuto il movimento insurrezionale e di conseguenza fu dispensato da ogni ulteriore servizio e congedato. Ciravegna morì a Montpellier il 5 marzo 1831.